# Stâncile Liancourt
Stâncile Liancourt sunt un grup mic de insule din Marea Japoniei. Pentru locațiile coreene, acestea sunt cunoscute sub numele de Dokdo (în coreeană 독도 獨島). Cu toate acestea, guvernul japonez revendică numele Takeshima (în japoneză たけしま 竹島).